# 躯体
| ウィキペディアには「躯体」という見出しの百科事典記事はありません（タイトルに「躯体」を含むページの一覧/「躯体」で始まるページの一覧）。 代わりにウィクショナリーのページ「躯体」が役に立つかもしれません。 |